# OHKサタデー・サンデースピーク
『OHKサタデースピーク』（オーエイチケーサタデースピーク）・『OHKサンデースピーク』（オーエイチケーサンデースピーク）とは、OHK岡山放送で放送されていた昼枠のニュース番組である。

## 概要
1987年10月より、キー局のフジテレビが平日昼枠の新たなニュース番組『FNNスピーク』を開始したため、OHKでは平日に合わせて週末昼枠の『産経テレニュースFNN』をそれぞれ『サタデースピーク』・『サンデースピーク』に差し替えていた。
1992年3月28日、土曜昼枠のニュースが『FNNスピーク』となったことにより、この日をもって『OHKサタデースピーク』への差し替えは終了した。
2016年3月27日をもって日曜昼枠の『産経テレニュースFNN』が終了し、同年4月2日より土曜・日曜共に『FNNスピークWeekend』として放送されるようになったが、OHKでは日曜のみ番組名の差し替えを続けた。2018年3月をもって『FNNスピーク』・『FNNスピークWeekend』が終了し、新番組『FNN PRIMEnews days』ではタイトルが月曜から日曜まで統一されることから、『OHKサンデースピーク』への差し替えも2018年4月1日をもって終了した。

## 放送時間
OHKサタデースピーク
- 1987年10月3日 - 1992年3月28日 土曜日11:45 - 12:00（日本時間、15分）
  - 1992年4月4日からは『FNNスピーク』、2016年4月2日からは『FNNスピークWeekend』を、番組名を差し替えず放送。
  - 2018年4月7日からは平日・日曜と同じく『FNN PRIMEnews days』として放送。

OHKサンデースピーク
- 1987年10月4日 - 1992年3月29日 日曜日11:55 - 12:00（日本時間、5分）
- 1992年4月5日 - 2018年4月1日 11:50 - 12:00（日本時間、10分）
  - 2018年4月8日からは平日・土曜と同じく『FNN PRIMEnews days』として番組名を差し替えず放送。

| 岡山放送（FNN） 土曜日昼枠のOHKニュース | 岡山放送（FNN） 土曜日昼枠のOHKニュース | 岡山放送（FNN） 土曜日昼枠のOHKニュース                 |
| 前番組                                  | 番組名                                  | 次番組                                                  |
| --------------------------------------- | --------------------------------------- | ------------------------------------------------------- |
| OHKニュース                             | OHKサタデースピーク                     | FNNスピーク土曜版 （岡山・香川ローカルパート）          |
| 岡山放送（FNN） 日曜日昼枠のOHKニュース |                                         |                                                         |
| OHKニュース                             | OHKサンデースピーク                     | FNNプライムニュース デイズ （岡山・香川ローカルパート） |